# Канцеров, Павел Григорьевич
Павел Григорьевич Канцеров (1866—?) — русский военачальник, генерал-лейтенант (в Белой Армии).

## Биография
Павел Канцеров родился 3 июня 1866 года, православный, потомственный дворянин Волынской губернии. Отец — подполковник Григорий Федорович Канцеров. В семье было пятеро детей, среди братьев — Александр Григорьевич Канцеров, впоследствии художник. В середине 1870-х годов, после выхода в отставку его отца, семья поселилась в Житомире. Образование получил в Одесском реальном училище (1885).
В службу Павел Григорьевич Канцеров вступил 7 февраля 1885 года. Окончил Киевское пехотное юнкерское училище. Выпущен в 125-й пехотный Курский полк.
Подпоручик (ст. 01.04.1890). Поручик (ст. 02.04.1894). Штабс-капитан (ст. 06.05.1900). Капитан (ст. 02.04.1902), командовал ротой. Подполковник (ст. 26.02.1909).
Участник Первой мировой войны. Полковник (пр. 08.12.1914; ст. 13.08.1914; за боевое отличие), командир 283-го пехотного Павлоградского полка (с 15.11.1915). На 01.08.1916 — в том же чине и должности.
Генерал-майор (пр. 13.01.1917), командующий 71-й пехотной дивизией (с 12.05.1917). Осенью 1918 года — врио начальника 2-го подотдела 2-го отдела Киевской добровольческой офицерской дружины генерала Кирпичева в Киеве. С 14.12.1918 года Павел Григорьевич Канцеров находился под арестом у петлюровцев в Киеве. Бежал.
Участник Белого движения в составе ВСЮР и Русской армии. С 3 ноября 1919 года — в резерве чинов Добровольческой армии. Начальник Марковской дивизии (06.01.1920-02.1920). Отстранен от должности после разгрома дивизии у станицы Ольгинской 16(29).02.1920. Зачислен в резерв. Позднее — начальник тыла 1-го армейского корпуса. Начальник Сводно-Алексеевской дивизии (с 27.08.1920), с 10.1920 начальник 6-й пехотной дивизии вплоть до эвакуации из Крыма (11.1920). С 19 февраля по 28 марта 1921 года находился в беженских лагерях в Румынии. Дальнейшая судьба Павла Григорьевича Канцерова неизвестна.

## Награды
- Орден Святого Станислава 3-й ст. (ВП 01.06.1898)
- Орден Святой Анны 3-й ст. (ВП 20.06.1906)
- Орден Святого Станислава 2-й ст. (ВП 31.03.1911)
- Орден Святой Анны 2-й ст. (ВП 08.04.1914)
- Орден Святого Владимира 4-й ст. с мечами и бантом (ВП 19.09.1915)
- мечи к ордену Св. Анны 2-й ст. (ВП 24.09.1915)
- Георгиевское оружие (ВП 10.11.1915)
- Орден Святого Владимира 3-й ст. с мечами (ВП 23.01.1916)
- мечи к ордену Св. Станислава 2-й ст. (ВП 01.09.1916)
- Орден Святого Георгия 4-й ст. (ВП 23.05.1916)
- Орден Святого Георгия 3-й ст. (Приказ по Румынскому фронту №1623 14.03.1918)